# Neocrepidodera thoracica
Neocrepidodera thoracica es una especie de insecto coleóptero de la familia Chrysomelidae. Fue descrita científicamente en 1990 por Medvedev.